# Hamza Zenevisi
Hamza Zenevisi o Amos Sarbissa (fl. 1456-1460), fue un funcionario otomano de origen albanés que sirvió como sanjak-bey del Sanjacado de Mezistre (llamado así por su capital, Mistrá).

## Biografía
Nació en el seno de la familia Zenevisi, una noble familia cristiana albanesa de la región de Zagori, en la actual Albania meridional. Fue enviado como rehén a la corte otomana después de que su familia se sometiera al sultán y se convirtiera al Islam.
En 1459, Hamza derrotó a las fuerzas de los déspotas de Morea que sitiaban Patras. En 1460, tras la conquista otomana de Morea, Hamza se convirtió en el sanjak-bey del Sanjacado de Mezistre.